# 취나물

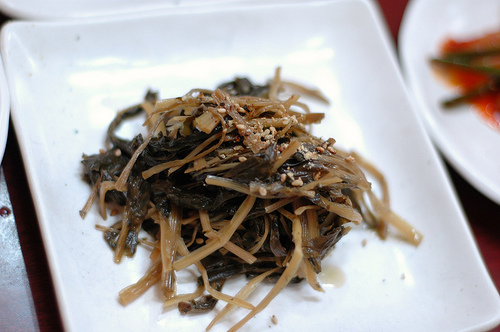
건취나물

취나물은 한국의 채소 요리이다. 참취를 비롯한 여러 나물을 한데 어우러서 만드는 나물 요리이다.
취나물에 쓰는 재료들은 대개 독특한 향을 가지고 있다. 제철에 먹을 때는 아주 영양가가 좋은 음식으로 평가되며 취나물은 봄을 알리는 대표적인 음식 중 하나로 손꼽힌다. 먼저 소금간을 해서 원 채소의 뻣뻣함을 사그러뜨린다. 대개는 물에 삶거나 물에 담가둔다.
팬에 볶은 다음에는 들기름을 뿌려준 다음 반찬으로 내놓는다. 취나물이 들어가는 대표적인 음식으로는 비빔밥이 있다.

## 종류
취나물에 쓰이는 식물을 취라 하며, 모두 국화과에 속한다.
- 곰취속 (Ligularia)
  - 곰취 (Ligularia fischeri)
  - 무산곰취 (Ligularia japonica)
- 미역취속 (Solidago)
  - 미국미역취 (Solidago serotina)
  - 미역취 (Solidago japonica)
- 참취속 또는 개미취속 (Aster)
  - 벌개미취 (Aster koraiensis)
  - 참취 (Aster scaber)
- 수리취속 (Synurus)
  - 수리취(개취) (Synurus deltoides)